# استپنوگورسک، قزاقستان
استپنوگورسک (به قزاقی: Степногорск، ستەپنوگورسك) شهری در استان آق‌مولا کشور قزاقستان است که در سرشماری سال ۲۰۰۸ میلادی، ۴۷۷۰۵ نفر جمعیت داشته است و از سال ۱۹۶۴ میلادی به‌عنوان شهر شناخته می‌شده است.